# Super Rugby (2014)
Super Rugby 2014 był to 19 sezon (wliczając poprzedniczki czyli Super 12 Super14 oraz Super XV) międzynarodowych rozgrywek zrzeszających najlepsze drużyny rugby union z Nowej Zelandii, Australii i Republiki Południowej Afryki. Był to czwarty sezon formuły piętnastodrużynowej (każdy kraj miał do dyspozycji 5 licencji). W finale rozgrywek spotkały się ekipy Waratahs oraz Crusaders, wygrali Waratahs 33-32 zostając tym samym po raz pierwszy w swojej historii mistrzem Super Rugby.

## Format rozgrywek

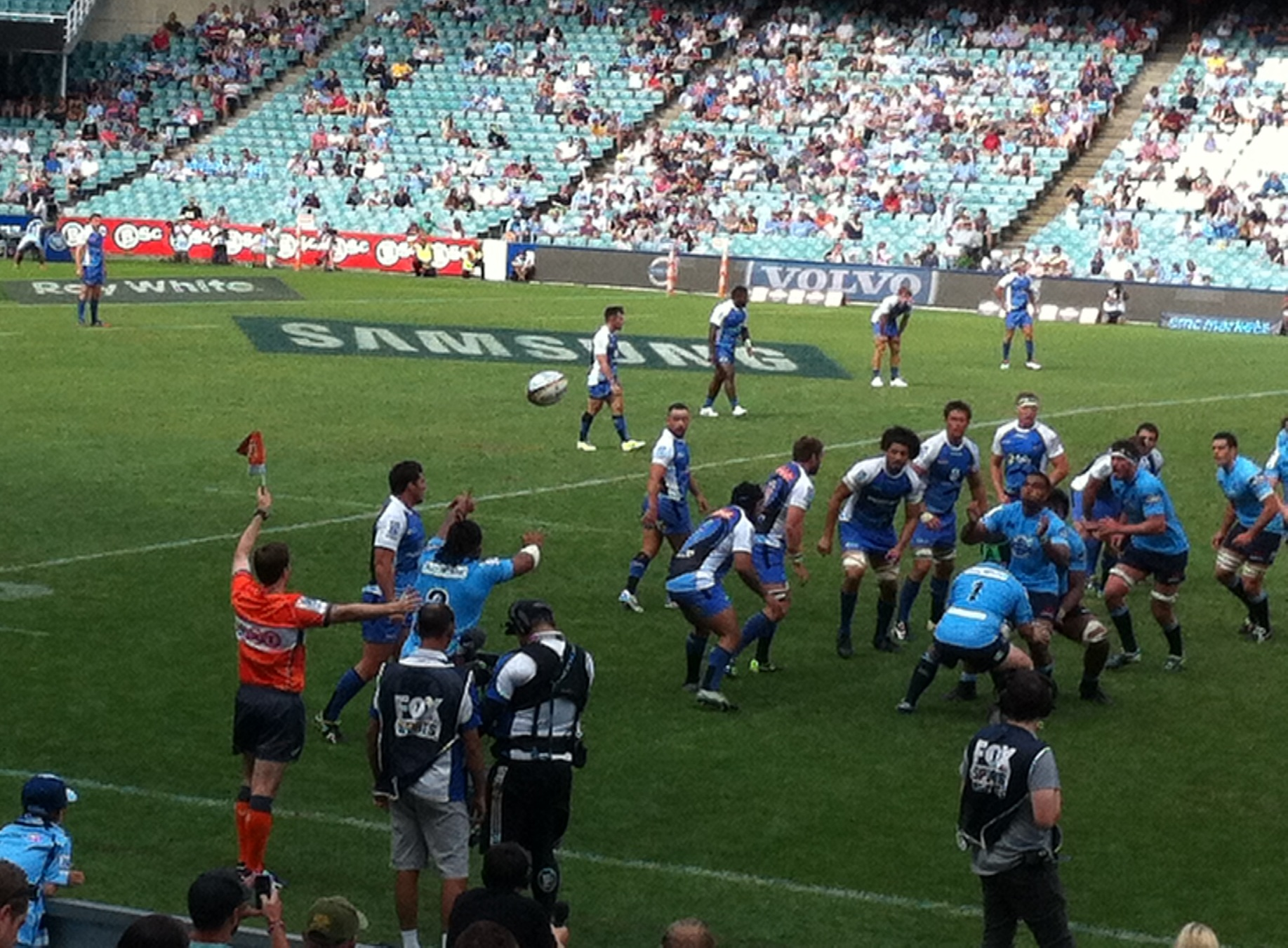
Mecz przeciw 24.02.2014

Sezon trwał 24 tygodnie i składał się z 125 meczów. 15 drużyn zostało podzielonych według klucza geograficznego na 3 konferencje, po 5 drużyn z każdego kraju tworząc tym samym konferencję nowozelandzką, australijską i południowoafrykańską. Sezon zasadniczy składał się z dwu rodzajów meczów::
- Mecze śródkonferencyjne – Każda drużyna gra przeciwko czterem drużynom ze swojej konferencji dwukrotnie: u siebie i na wyjeździe
- Mecze poza konferencyjne – Każda drużyna gra przeciwko czterem drużynom z dwóch pozostałych konferencji na wyjeździe i przeciwko czterem drużynom u siebie. Taki system powoduje że każda drużyna spotyka w sezonie zasadniczym 13 drużyn, nie mając bezpośredniego spotkania z jedną drużyną w każdej z dwu pozostałych konferencji. przerwa na mecze międzynarodowe trwała 3 tygodnie pomiędzy rundami 15 i 16.

Zwycięzcy konferencji oraz trzy drużyny z największą liczbą punktów w tabeli ogólnej, bez podziału na konferencje (tzw. dzikie karty) uzyskują awans do finałów.
Klasyfikacja w tabeli finałowej to: Zwycięzcy konferencji są układani na miejscach 1-3 wg punktów, miejsca 3-6 zajmują dzikie karty, także na podstawie liczby punktów w sezonie zasadniczym. Gospodarzem meczu zawsze jest drużyna z wyższą pozycją w tabeli finałowej. Dwaj zwycięzcy konferencji z największą liczbą punktów otrzymują wolny los w pierwszej rundzie. Zwycięzca konferencji z 3. miejsca rozgrywa mecz z drużyną z dziką kartą z 6. pozycji a pozostałe dzikie karty grają mecz między sobą. Zwycięzcy dołączają do zwycięzców konferencji w rundzie drugiej tworząc pary półfinałowe. Zwycięzcy półfinałów awansują do finału.
W odróżnieniu do poprzedniego sezonu zarzucono rozgrywanie eliminacji spadkowych pomiędzy ostatnią drużyną konferencji południowo afrykańskiej a Southern Kings po spotkaniu z 13 lutego 2014.

## Sezon zasadniczy
|                                  |               |    |    |   |    |     |     |      |    |    |    |    |     |  |
| Tabela zbiorcza                  |               |    |    |   |    |     |     |      |    |    |    |    |     |  |
| Poz                              | Zespół        | M  | W  | R | P  | p+  | p−  | p+/− | P+ | P− | BO | BD | Pkt |  |
| 1                                | Waratahs      | 16 | 12 | 0 | 4  | 481 | 272 | +209 | 55 | 24 | 9  | 1  | 58  |  |
| 2                                | Crusaders     | 16 | 11 | 0 | 5  | 445 | 322 | +123 | 41 | 36 | 4  | 3  | 51  |  |
| 3                                | Sharks        | 16 | 11 | 0 | 5  | 406 | 293 | +113 | 29 | 22 | 2  | 4  | 50  |  |
| 4                                | Brumbies      | 16 | 10 | 0 | 6  | 412 | 378 | +34  | 49 | 35 | 4  | 1  | 45  |  |
| 5                                | Chiefs        | 16 | 8  | 2 | 6  | 384 | 378 | +6   | 44 | 35 | 5  | 3  | 44  |  |
| 6                                | Highlanders   | 16 | 8  | 0 | 8  | 401 | 442 | −41  | 39 | 52 | 5  | 5  | 42  |  |
| 7                                | Hurricanes    | 16 | 8  | 0 | 8  | 439 | 374 | +65  | 49 | 36 | 6  | 3  | 41  |  |
| 8                                | Western Force | 16 | 9  | 0 | 7  | 343 | 393 | −50  | 37 | 40 | 3  | 1  | 40  |  |
| 9                                | Bulls         | 16 | 7  | 1 | 8  | 365 | 335 | +30  | 28 | 29 | 3  | 5  | 38  |  |
| 10                               | Blues         | 16 | 7  | 0 | 9  | 419 | 395 | +24  | 46 | 43 | 6  | 3  | 37  |  |
| 11                               | Stormers      | 16 | 7  | 0 | 9  | 290 | 326 | −36  | 30 | 29 | 2  | 2  | 32  |  |
| 12                               | Lions         | 16 | 7  | 0 | 9  | 367 | 413 | −46  | 31 | 46 | 2  | 1  | 31  |  |
| 13                               | Reds          | 16 | 5  | 0 | 11 | 374 | 493 | −119 | 42 | 52 | 4  | 4  | 28  |  |
| 14                               | Cheetahs      | 16 | 4  | 1 | 11 | 372 | 527 | −155 | 38 | 59 | 3  | 3  | 24  |  |
| 15                               | Rebels        | 16 | 4  | 0 | 12 | 303 | 460 | −157 | 29 | 49 | 1  | 4  | 21  |  |
|                                  |               |    |    |   |    |     |     |      |    |    |    |    |     |  |
| Konferencja australijska         |               |    |    |   |    |     |     |      |    |    |    |    |     |  |
| Poz                              | Zespół        | M  | W  | R | P  | p+  | p−  | p+/− | P+ | P− | BO | BD | Pkt |  |
| 1                                | Waratahs      | 16 | 12 | 0 | 4  | 481 | 272 | +209 | 55 | 24 | 9  | 1  | 58  |  |
| 2                                | Brumbies      | 16 | 10 | 0 | 6  | 412 | 378 | +34  | 49 | 35 | 4  | 1  | 45  |  |
| 3                                | Western Force | 16 | 9  | 0 | 7  | 343 | 393 | −50  | 37 | 40 | 3  | 1  | 40  |  |
| 4                                | Reds          | 16 | 5  | 0 | 11 | 374 | 493 | −119 | 42 | 52 | 4  | 4  | 28  |  |
| 5                                | Rebels        | 16 | 4  | 0 | 12 | 303 | 460 | −157 | 29 | 49 | 1  | 4  | 21  |  |
|                                  |               |    |    |   |    |     |     |      |    |    |    |    |     |  |
| Konferencja nowozelandzka        |               |    |    |   |    |     |     |      |    |    |    |    |     |  |
| Poz                              | Zespół        | M  | W  | R | P  | p+  | p−  | p+/− | P+ | P− | BO | BD | Pkt |  |
| 1                                | Crusaders     | 16 | 11 | 0 | 5  | 445 | 322 | +123 | 41 | 36 | 4  | 3  | 51  |  |
| 2                                | Chiefs        | 16 | 8  | 2 | 6  | 384 | 378 | +6   | 44 | 35 | 5  | 3  | 44  |  |
| 3                                | Highlanders   | 16 | 8  | 0 | 8  | 401 | 442 | −41  | 39 | 52 | 5  | 5  | 42  |  |
| 4                                | Hurricanes    | 16 | 8  | 0 | 8  | 439 | 374 | +65  | 49 | 36 | 6  | 3  | 41  |  |
| 5                                | Blues         | 16 | 7  | 0 | 9  | 419 | 395 | +24  | 46 | 43 | 6  | 3  | 37  |  |
|                                  |               |    |    |   |    |     |     |      |    |    |    |    |     |  |
| Konferencja południowoafrykańska |               |    |    |   |    |     |     |      |    |    |    |    |     |  |
| Poz                              | Zespół        | M  | W  | R | P  | p+  | p−  | p+/− | P+ | P− | BO | BD | Pkt |  |
| 1                                | Sharks        | 16 | 11 | 0 | 5  | 406 | 293 | +113 | 29 | 22 | 2  | 4  | 50  |  |
| 2                                | Bulls         | 16 | 7  | 1 | 8  | 365 | 335 | +30  | 28 | 29 | 3  | 5  | 38  |  |
| 3                                | Stormers      | 16 | 7  | 0 | 9  | 290 | 326 | −36  | 30 | 29 | 2  | 2  | 32  |  |
| 4                                | Lions         | 16 | 7  | 0 | 9  | 367 | 413 | −46  | 31 | 46 | 2  | 1  | 31  |  |
| 5                                | Cheetahs      | 16 | 4  | 1 | 11 | 372 | 527 | −155 | 38 | 59 | 3  | 3  | 24  |  |
|                                  |               |    |    |   |    |     |     |      |    |    |    |    |     |  |
| Klasyfikacja                     |               |    |    |   |    |     |     |      |    |    |    |    |     |  |

| Legenda i zasady klasyfikacji | Legenda i zasady klasyfikacji                              | Legenda i zasady klasyfikacji | Legenda i zasady klasyfikacji | Legenda i zasady klasyfikacji | Legenda i zasady klasyfikacji | Legenda i zasady klasyfikacji | Legenda i zasady klasyfikacji | Legenda i zasady klasyfikacji | Legenda i zasady klasyfikacji | Legenda i zasady klasyfikacji | Legenda i zasady klasyfikacji | Legenda i zasady klasyfikacji | Legenda i zasady klasyfikacji | Legenda i zasady klasyfikacji | Legenda i zasady klasyfikacji | Legenda i zasady klasyfikacji | Legenda i zasady klasyfikacji | Legenda i zasady klasyfikacji | Legenda i zasady klasyfikacji | Legenda i zasady klasyfikacji | Legenda i zasady klasyfikacji | Legenda i zasady klasyfikacji | Legenda i zasady klasyfikacji | Legenda i zasady klasyfikacji | Legenda i zasady klasyfikacji | Legenda i zasady klasyfikacji | Legenda i zasady klasyfikacji | Legenda i zasady klasyfikacji | Legenda i zasady klasyfikacji | Legenda i zasady klasyfikacji | Legenda i zasady klasyfikacji | Legenda i zasady klasyfikacji | Legenda i zasady klasyfikacji | Legenda i zasady klasyfikacji | Legenda i zasady klasyfikacji | Legenda i zasady klasyfikacji | Legenda i zasady klasyfikacji | Legenda i zasady klasyfikacji | Legenda i zasady klasyfikacji | Legenda i zasady klasyfikacji | Legenda i zasady klasyfikacji | Legenda i zasady klasyfikacji | Legenda i zasady klasyfikacji | Legenda i zasady klasyfikacji | Legenda i zasady klasyfikacji | Legenda i zasady klasyfikacji | Legenda i zasady klasyfikacji | Legenda i zasady klasyfikacji | Legenda i zasady klasyfikacji | Legenda i zasady klasyfikacji | Legenda i zasady klasyfikacji | Legenda i zasady klasyfikacji | Legenda i zasady klasyfikacji | Legenda i zasady klasyfikacji | Legenda i zasady klasyfikacji | Legenda i zasady klasyfikacji | Legenda i zasady klasyfikacji | Legenda i zasady klasyfikacji | Legenda i zasady klasyfikacji | Legenda i zasady klasyfikacji | Legenda i zasady klasyfikacji | Legenda i zasady klasyfikacji | Legenda i zasady klasyfikacji | Legenda i zasady klasyfikacji | Legenda i zasady klasyfikacji | Legenda i zasady klasyfikacji | Legenda i zasady klasyfikacji | Legenda i zasady klasyfikacji | Legenda i zasady klasyfikacji | Legenda i zasady klasyfikacji | Legenda i zasady klasyfikacji | Legenda i zasady klasyfikacji | Legenda i zasady klasyfikacji | Legenda i zasady klasyfikacji | Legenda i zasady klasyfikacji | Legenda i zasady klasyfikacji | Legenda i zasady klasyfikacji | Legenda i zasady klasyfikacji | Legenda i zasady klasyfikacji | Legenda i zasady klasyfikacji | Legenda i zasady klasyfikacji | Legenda i zasady klasyfikacji | Legenda i zasady klasyfikacji | Legenda i zasady klasyfikacji | Legenda i zasady klasyfikacji | Legenda i zasady klasyfikacji | Legenda i zasady klasyfikacji | Legenda i zasady klasyfikacji | Legenda i zasady klasyfikacji | Legenda i zasady klasyfikacji | Legenda i zasady klasyfikacji | Legenda i zasady klasyfikacji | Legenda i zasady klasyfikacji | Legenda i zasady klasyfikacji | Legenda i zasady klasyfikacji | Legenda i zasady klasyfikacji | Legenda i zasady klasyfikacji | Legenda i zasady klasyfikacji | Legenda i zasady klasyfikacji |
| --- | ---------------------------------------------------------- | ----------------------------- | --- | ----------------------------- | ----------------------------- | ----------------------------- | ----------------------------- | ----------------------------- | ----------------------------- | ----------------------------- | ----------------------------- | ----------------------------- | ----------------------------- | ----------------------------- | ----------------------------- | ----------------------------- | ----------------------------- | ----------------------------- | ----------------------------- | ----------------------------- | ----------------------------- | ----------------------------- | ----------------------------- | ----------------------------- | ----------------------------- | ----------------------------- | ----------------------------- | ----------------------------- | ----------------------------- | ----------------------------- | ----------------------------- | ----------------------------- | ----------------------------- | ----------------------------- | ----------------------------- | ----------------------------- | ----------------------------- | ----------------------------- | ----------------------------- | ----------------------------- | ----------------------------- | ----------------------------- | ----------------------------- | ----------------------------- | ----------------------------- | ----------------------------- | ----------------------------- | ----------------------------- | ----------------------------- | ----------------------------- | ----------------------------- | ----------------------------- | ----------------------------- | ----------------------------- | ----------------------------- | ----------------------------- | ----------------------------- | ----------------------------- | ----------------------------- | ----------------------------- | ----------------------------- | ----------------------------- | ----------------------------- | ----------------------------- | ----------------------------- | ----------------------------- | ----------------------------- | ----------------------------- | ----------------------------- | ----------------------------- | ----------------------------- | ----------------------------- | ----------------------------- | ----------------------------- | ----------------------------- | ----------------------------- | ----------------------------- | ----------------------------- | ----------------------------- | ----------------------------- | ----------------------------- | ----------------------------- | ----------------------------- | ----------------------------- | ----------------------------- | ----------------------------- | ----------------------------- | ----------------------------- | ----------------------------- | ----------------------------- | ----------------------------- | ----------------------------- | ----------------------------- | ----------------------------- | ----------------------------- | ----------------------------- | ----------------------------- | ----------------------------- | ----------------------------- |
| |                                                            |                               | |                               |                               |                               |                               |                               |                               |                               |                               |                               |                               |                               |                               |                               |                               |                               |                               |                               |                               |                               |                               |                               |                               |                               |                               |                               |                               |                               |                               |                               |                               |                               |                               |                               |                               |                               |                               |                               |                               |                               |                               |                               |                               |                               |                               |                               |                               |                               |                               |                               |                               |                               |                               |                               |                               |                               |                               |                               |                               |                               |                               |                               |                               |                               |                               |                               |                               |                               |                               |                               |                               |                               |                               |                               |                               |                               |                               |                               |                               |                               |                               |                               |                               |                               |                               |                               |                               |                               |                               |                               |                               |                               |                               |                               |                               |                               |                               |
| Legenda: |                                                            |                               | |                               |                               |                               |                               |                               |                               |                               |                               |                               |                               |                               |                               |                               |                               |                               |                               |                               |                               |                               |                               |                               |                               |                               |                               |                               |                               |                               |                               |                               |                               |                               |                               |                               |                               |                               |                               |                               |                               |                               |                               |                               |                               |                               |                               |                               |                               |                               |                               |                               |                               |                               |                               |                               |                               |                               |                               |                               |                               |                               |                               |                               |                               |                               |                               |                               |                               |                               |                               |                               |                               |                               |                               |                               |                               |                               |                               |                               |                               |                               |                               |                               |                               |                               |                               |                               |                               |                               |                               |                               |                               |                               |                               |                               |                               |                               |                               |
| | Liderzy konferencji awansują do fazy pucharowej.           |                               | M – mecze rozegrane, W – mecze wygrane, R – mecze zremisowane, P – mecze przegrane, p+ – „małe punkty” zdobyte, p− – „małe punkty” stracone, p+/− – różnica „małych punktów”, P+ – przyłożenia zdobyte, P− – przyłożenia stracone, BO – ofensywne punkty bonusowe, BD – defensywne punkty bonusowe, Pkt – „duże punkty” |                               |                               |                               |                               |                               |                               |                               |                               |                               |                               |                               |                               |                               |                               |                               |                               |                               |                               |                               |                               |                               |                               |                               |                               |                               |                               |                               |                               |                               |                               |                               |                               |                               |                               |                               |                               |                               |                               |                               |                               |                               |                               |                               |                               |                               |                               |                               |                               |                               |                               |                               |                               |                               |                               |                               |                               |                               |                               |                               |                               |                               |                               |                               |                               |                               |                               |                               |                               |                               |                               |                               |                               |                               |                               |                               |                               |                               |                               |                               |                               |                               |                               |                               |                               |                               |                               |                               |                               |                               |                               |                               |                               |                               |                               |                               |                               |
| | Zespoły z dzikimi kartami awansują do fazy pucharowej.     |                               | M – mecze rozegrane, W – mecze wygrane, R – mecze zremisowane, P – mecze przegrane, p+ – „małe punkty” zdobyte, p− – „małe punkty” stracone, p+/− – różnica „małych punktów”, P+ – przyłożenia zdobyte, P− – przyłożenia stracone, BO – ofensywne punkty bonusowe, BD – defensywne punkty bonusowe, Pkt – „duże punkty” |                               |                               |                               |                               |                               |                               |                               |                               |                               |                               |                               |                               |                               |                               |                               |                               |                               |                               |                               |                               |                               |                               |                               |                               |                               |                               |                               |                               |                               |                               |                               |                               |                               |                               |                               |                               |                               |                               |                               |                               |                               |                               |                               |                               |                               |                               |                               |                               |                               |                               |                               |                               |                               |                               |                               |                               |                               |                               |                               |                               |                               |                               |                               |                               |                               |                               |                               |                               |                               |                               |                               |                               |                               |                               |                               |                               |                               |                               |                               |                               |                               |                               |                               |                               |                               |                               |                               |                               |                               |                               |                               |                               |                               |                               |                               |                               |
| | Zespoły, które zakończyły rozgrywki po sezonie zasadniczym |                               | M – mecze rozegrane, W – mecze wygrane, R – mecze zremisowane, P – mecze przegrane, p+ – „małe punkty” zdobyte, p− – „małe punkty” stracone, p+/− – różnica „małych punktów”, P+ – przyłożenia zdobyte, P− – przyłożenia stracone, BO – ofensywne punkty bonusowe, BD – defensywne punkty bonusowe, Pkt – „duże punkty” |                               |                               |                               |                               |                               |                               |                               |                               |                               |                               |                               |                               |                               |                               |                               |                               |                               |                               |                               |                               |                               |                               |                               |                               |                               |                               |                               |                               |                               |                               |                               |                               |                               |                               |                               |                               |                               |                               |                               |                               |                               |                               |                               |                               |                               |                               |                               |                               |                               |                               |                               |                               |                               |                               |                               |                               |                               |                               |                               |                               |                               |                               |                               |                               |                               |                               |                               |                               |                               |                               |                               |                               |                               |                               |                               |                               |                               |                               |                               |                               |                               |                               |                               |                               |                               |                               |                               |                               |                               |                               |                               |                               |                               |                               |                               |                               |
| |                                                            |                               | |                               |                               |                               |                               |                               |                               |                               |                               |                               |                               |                               |                               |                               |                               |                               |                               |                               |                               |                               |                               |                               |                               |                               |                               |                               |                               |                               |                               |                               |                               |                               |                               |                               |                               |                               |                               |                               |                               |                               |                               |                               |                               |                               |                               |                               |                               |                               |                               |                               |                               |                               |                               |                               |                               |                               |                               |                               |                               |                               |                               |                               |                               |                               |                               |                               |                               |                               |                               |                               |                               |                               |                               |                               |                               |                               |                               |                               |                               |                               |                               |                               |                               |                               |                               |                               |                               |                               |                               |                               |                               |                               |                               |                               |                               |                               |                               |
| Zasady rozgrywek: |                                                            |                               | |                               |                               |                               |                               |                               |                               |                               |                               |                               |                               |                               |                               |                               |                               |                               |                               |                               |                               |                               |                               |                               |                               |                               |                               |                               |                               |                               |                               |                               |                               |                               |                               |                               |                               |                               |                               |                               |                               |                               |                               |                               |                               |                               |                               |                               |                               |                               |                               |                               |                               |                               |                               |                               |                               |                               |                               |                               |                               |                               |                               |                               |                               |                               |                               |                               |                               |                               |                               |                               |                               |                               |                               |                               |                               |                               |                               |                               |                               |                               |                               |                               |                               |                               |                               |                               |                               |                               |                               |                               |                               |                               |                               |                               |                               |                               |                               |
| Kwalifikacja: Osiem najlepszych drużyn awansuje do fazy pucharowej, zaś ich pozycja w końcowej tabeli odpowiada za rozstawienie w fazie pucharowej. Zwycięzcy poszczególnych konferencji sklasyfikowani są na miejscach 1–4 zgodnie z pozycją w odrębnej tabeli. Pozostałe cztery miejsca (5–8) zajmują zespoły z dzikimi kartami, a więc cztery najwyżej sklasyfikowane w łącznej tabeli zespoły z wyłączeniem zwycięzców konferencji. W fazie ćwierćfinałowej mecze rozgrywane są na obiektach ekip wyżej sklasyfikowanych w następujących parach 1. z 8., 2. z 7., 3. z 6. i 4. z 5. Zwycięzcy pojedynków awansują do półfinałów, gdzie ponownie pary ustalane są na podstawie pozycji po sezonie zasadniczym. Najwyżej rozstawiona drużyna mierzy się z rozstawioną najniżej, drugą zaś parę tworzą pozostałe zespoły. Gospodarzem półfinału jest drużyna wyżej rozstawiona. Zwycięzcy rundy półfinałowej awansują do finału, który rozgrywany jest na obiekcie drużyny wyżej sklasyfikowanej. Punktowanie: * 4 punkty za zwycięstwo * 2 punkty za remis * 1 punkt za porażkę 7 lub mniejszą liczbą punktów (bonus defensywny) * 1 punkt za zdobycie w meczu trzech przyłożeń więcej od przeciwnika (bonus ofensywny)Klasyfikacja: Pozycje zespołów ustala się według następujących reguł: * Zwycięzcy konferencji (najlepsze drużyny z każdej konferencji zajmują cztery czołowe miejsca w łącznej tabeli niezależnie od sumy punktów) * „Duże punkty” * Liczba meczów wygranych * Różnica „małych punktów” * Liczba zdobytych przyłożeń * Różnica przyłożeń |                                                            |                               | |                               |                               |                               |                               |                               |                               |                               |                               |                               |                               |                               |                               |                               |                               |                               |                               |                               |                               |                               |                               |                               |                               |                               |                               |                               |                               |                               |                               |                               |                               |                               |                               |                               |                               |                               |                               |                               |                               |                               |                               |                               |                               |                               |                               |                               |                               |                               |                               |                               |                               |                               |                               |                               |                               |                               |                               |                               |                               |                               |                               |                               |                               |                               |                               |                               |                               |                               |                               |                               |                               |                               |                               |                               |                               |                               |                               |                               |                               |                               |                               |                               |                               |                               |                               |                               |                               |                               |                               |                               |                               |                               |                               |                               |                               |                               |                               |

### Runda po rundzie
| Punkty (Pozycja)/runda |            |         |         |           |         |          |          |          |          |          |          |          |          |          |          |          |          |          |          |
| Zespół | R1         | R2      | R3      | R4        | R5      | R6       | R7       | R8       | R9       | R10      | R11      | R12      | R13      | R14      | R15      | R16      | R17      | R18      | R19      |
| --- | ---------- | ------- | ------- | --------- | ------- | -------- | -------- | -------- | -------- | -------- | -------- | -------- | -------- | -------- | -------- | -------- | -------- | -------- | -------- |
| Waratahs | nd.        | 5 (2.)  | 10 (1.) | 10 (2.)   | 11 (5.) | 16 (5.)  | 16 (5.)  | 20 (4.)  | 20 (5.)  | 24 (4.)  | 24 (6.)  | 29 (4.)  | 29 (8.)  | 34 (4.)  | 39 (2.)  | 43 (2.)  | 48 (1.)  | 53 (1.)  | 58 (1.)  |
| Crusaders | nd.        | 0 (11.) | 0 (14.) | 4 (14.)   | 8 (9.)  | 8 (11.)  | 9 (13.)  | 13 (12.) | 18 (7.)  | 22 (6.)  | 22 (8.)  | 26 (6.)  | 31 (4.)  | 32 (6.)  | 37 (3.)  | 41 (3.)  | 42 (3.)  | 46 (2.)  | 51 (2.)  |
| Sharks | 5 (1.)     | 9 (1.)  | 9 (2.)  | 14 (1.)   | 18 (1.) | 19 (1.)  | 23 (1.)  | 23 (1.)  | 27 (1.)  | 31 (1.)  | 31 (1.)  | 35 (1.)  | 36 (1.)  | 40 (1.)  | 44 (1.)  | 45 (1.)  | 45 (2.)  | 46 (3.)  | 50 (3.)  |
| Brumbies | nd.        | 0 (12.) | 4 (10.) | 9 (5.)    | 13 (3.) | 17 (2.)  | 17 (2.)  | 21 (2.)  | 25 (2.)  | 25 (2.)  | 30 (2.)  | 30 (2.)  | 34 (3.)  | 35 (2.)  | 35 (7.)  | 40 (4.)  | 40 (6.)  | 40 (6.)  | 45 (4.)  |
| Chiefs | nd.        | 4 (7.)  | 8 (3.)  | 8 (3.)    | 13 (2.) | 14 (3.)  | 17 (3.)  | 20 (3.)  | 24 (3.)  | 25 (3.)  | 25 (5.)  | 30 (3.)  | 35 (2.)  | 35 (3.)  | 35 (8.)  | 35 (8.)  | 36 (9.)  | 40 (8.)  | 44 (5.)  |
| Highlanders | nd.        | 5 (3.)  | 6 (5.)  | 6 (8.)    | 7 (10.) | 11 (9.)  | 11 (11.) | 15 (10.) | 19 (6.)  | 19 (8.)  | 24 (7.)  | 26 (8.)  | 30 (7.)  | 34 (5.)  | 36 (6.)  | 38 (5.)  | 42 (4.)  | 42 (4.)  | 42 (6.)  |
| Hurricanes | nd.        | 0 (13.) | 1 (13.) | 1 (15.)   | 6 (12.) | 7 (12.)  | 12 (10.) | 16 (8.)  | 16 (10.) | 21 (7.)  | 26 (3.)  | 26 (7.)  | 30 (6.)  | 31 (8.)  | 36 (5.)  | 37 (6.)  | 41 (5.)  | 41 (5.)  | 41 (7.)  |
| Western Force | nd.        | 0 (14.) | 0 (15.) | 5 (10.)   | 10 (7.) | 14 (7.)  | 14 (8.)  | 18 (5.)  | 22 (4.)  | 23 (5.)  | 27 (4.)  | 27 (5.)  | 31 (5.)  | 31 (7.)  | 36 (4.)  | 36 (7.)  | 36 (7.)  | 40 (7.)  | 40 (8.)  |
| Bulls | 0 (15.)    | 1 (8.)  | 5 (8.)  | 10 (4.)   | 10 (6.) | 14 (6.)  | 16 (7.)  | 17 (6.)  | 18 (8.)  | 19 (9.)  | 20 (10.) | 24 (10.) | 28 (9.)  | 28 (9.)  | 33 (9.)  | 33 (9.)  | 33 (10.) | 33 (10.) | 38 (9.)  |
| Blues | nd.        | 0 (10.) | 5 (7.)  | 5 (11.)   | 7 (11.) | 12 (8.)  | 16 (6.)  | 16 (9.)  | 16 (11.) | 16 (11.) | 20 (9.)  | 25 (9.)  | 25 (10.) | 25 (10.) | 26 (10.) | 31 (10.) | 36 (8.)  | 36 (9.)  | 37 (10.) |
| Stormers | nd.        | 0 (15.) | 4 (12.) | 5 (12.)   | 5 (14.) | 5 (14.)  | 6 (14.)  | 6 (15.)  | 6 (15.)  | 10 (14.) | 10 (15.) | 15 (14.) | 15 (15.) | 19 (13.) | 24 (11.) | 28 (11.) | 28 (11.) | 32 (11.) | 32 (11.) |
| Lions | 4 (4.)     | 8 (4.)  | 8 (4.)  | 8 (7.)    | 12 (4.) | 16 (4.)  | 16 (4.)  | 16 (7.)  | 16 (9.)  | 16 (10.) | 16 (11.) | 16 (12.) | 18 (11.) | 18 (14.) | 18 (14.) | 22 (13.) | 22 (13.) | 26 (13.) | 31 (12.) |
| Reds | nd.        | 4 (6.)  | 4 (11.) | 9 (6.)    | 9 (8.)  | 10 (10.) | 14 (9.)  | 15 (11.) | 16 (12.) | 16 (12.) | 16 (13.) | 16 (13.) | 17 (13.) | 18 (15.) | 18 (15.) | 23 (12.) | 28 (12.) | 28 (12.) | 28 (13.) |
| Cheetahs | 1 (5.)     | 5 (5.)  | 5 (9.)  | 5 (13.)   | 5 (15.) | 5 (15.)  | 5 (15.)  | 8 (14.)  | 9 (14.)  | 9 (15.)  | 14 (14.) | 15 (15.) | 16 (14.) | 20 (12.) | 20 (13.) | 20 (15.) | 20 (15.) | 24 (14.) | 24 (14.) |
| Rebels | nd.        | 0 (9.)  | 5 (6.)  | 5 (9.)    | 6 (13.) | 6 (13.)  | 10 (12.) | 11 (13.) | 12 (13.) | 16 (13.) | 16 (12.) | 17 (11.) | 17 (12.) | 21 (11.) | 21 (12.) | 21 (14.) | 21 (14.) | 21 (15.) | 21 (15.) |
| Tabela pokazuje postęp poszczególnej drużyny w sezonie zarówno jeśli chodzi o punkty jak i pozycję. Tylko drużyny południowoafrykańskie rozegrały rundę pierwszą a drużyny nowozelandzkie i australijskie zagrały w rundzie siedemnastej, związane to było z przerwą na towarzyskie rozgrywki międzynarodowe. W odróżnieniu od poprzednich sezonów nie były przyznawane punkty za wolny los, co zmieniło układ tabeli. |            |         |         |           |         |          |          |          |          |          |          |          |          |          |          |          |          |          |          |
| Klucz: | zwycięstwo | remis   | porażka | wolny los |         |          |          |          |          |          |          |          |          |          |          |          |          |          |          |

## Finały
|  |              |              |              |           |    |           |           |           |  |  |       |       |       |
|  | Kwalifikacje | Kwalifikacje | Kwalifikacje |           |    | Półfinały | Półfinały | Półfinały |  |  | Finał | Finał | Finał |
|  | Kwalifikacje | Kwalifikacje | Kwalifikacje |           |    | Półfinały | Półfinały | Półfinały |  |  | Finał | Finał | Finał |
|  |              |              |              |           |    |           |           |           |  |  |       |       |       |
|  |              |              |              |           |    |           |           |           |  |  |       |       |       |
|  | 4            | Brumbies     | 32           |           |    |           |           |           |  |  |       |       |       |
|  | 4            | Brumbies     | 32           |           |    |           |           |           |  |  |       |       |       |
|  | 5            | Chiefs       | 30           |           |    |           |           |           |  |  |       |       |       |
|  | 5            | Chiefs       | 30           |           |    | 1         | Waratahs  | 26        |  |  |       |       |       |
|  |              |              |              |           |    | 1         | Waratahs  | 26        |  |  |       |       |       |
|  |              |              | 4            | Brumbies  | 8  |           |           |           |  |  |       |       |       |
|  |              |              | 4            | Brumbies  | 8  |           |           |           |  |  |       |       |       |
|  |              |              |              |           |    |           |           |           |  |  |       |       |       |
|  |              |              |              |           |    |           |           |           |  |  |       |       |       |
|  |              |              | Waratahs     | Waratahs  | 33 |           |           |           |  |  |       |       |       |
|  |              |              |              |           |    |           |           |           |  |  |       |       |       |
|  |              |              | Crusaders    | Crusaders | 32 |           |           |           |  |  |       |       |       |
|  | 3            | Sharks       | Crusaders    | Crusaders | 32 | 31        |           |           |  |  |       |       |       |
|  | 3            | Sharks       |              |           |    |           |           |           |  |  |       |       |       |
|  | 6            | Highlanders  | 27           |           |    |           |           |           |  |  |       |       |       |
|  | 6            | Highlanders  | 27           |           |    | 2         | Crusaders | 38        |  |  |       |       |       |
|  |              |              |              |           |    | 2         | Crusaders | 38        |  |  |       |       |       |
|  |              |              | 3            | Sharks    | 6  |           |           |           |  |  |       |       |       |
|  |              |              | 3            | Sharks    | 6  |           |           |           |  |  |       |       |       |
|  |              |              |              |           |    |           |           |           |  |  |       |       |       |
|  |              |              |              |           |    |           |           |           |  |  |       |       |       |
|  |              |              |              |           |    |           |           |           |  |  |       |       |       |

### Kwalifikacje
| 19 lipca 201419:40 | Brumbies | 32:30 | Chiefs | Canberra Stadium, Canberra Widzów: 14,284 Sędzia: Craig Joubert |
| 19 lipca 201419:40 | Nic White 5 (P), Robbie Coleman 5 (P), Jesse Mogg 5 (P), Jarrad Butler 5 (P), Christian Lealiʻifano 12 (3pd 2K) | 32:30 | Bundee Aki 5 (P), Tawera Kerr-Barlow 5 (P), Tim Nanai-Williams 5 (P), Gareth Anscombe 5 (P), Aaron Cruden 10 (2pd 2K) | Canberra Stadium, Canberra Widzów: 14,284 Sędzia: Craig Joubert |
| 19 lipca 201419:40 | Henry Speight                                                                                                   | 32:30 | Tim Nanai-Williams | Canberra Stadium, Canberra Widzów: 14,284 Sędzia: Craig Joubert |

| 19 lipca 201417:05 | Sharks                                                                                                 | 31:27 | Highlanders                                                                            | Kings Park Stadium, Durban Sędzia: Steve Walsh |
| 19 lipca 201417:05 | Marcell Coetzee 5 (P), Bismarck du Plessis 5 (P), Tonderai Chavhanga 5 (P), Francois Steyn 16 (2pd 4K) | 31:27 | Malakai Fekitoa 5 (P), Kane Hames 5 (P), Phil Burleigh 5 (P), Lima Sopoaga 12 (3pd 2K) | Kings Park Stadium, Durban Sędzia: Steve Walsh |

### Półfinały
| 26 lipca 201419:35 | Crusaders                                                                                          | 38:6 | Sharks                | Rugby League Park, Christchurch Sędzia: Glen Jackson |
| 26 lipca 201419:35 | Kieran Read 5 (P), Nemani Nadolo 5 (P), Willi Heinz 5 (P), Johnny McNicholl 5 (P), Matt Todd 5 (P) | 38:6 | Patrick Lambie 6 (2K) | Rugby League Park, Christchurch Sędzia: Glen Jackson |

| 26 lipca 201419:40 | Waratahs                                                           | 26:8 | Brumbies                                         | Sydney Football Stadium, Sydney Widzów: 38,800 Sędzia: Jaco Peyper |
| 26 lipca 201419:40 | Alofa Alofa 5 (P), Kurtley Beale 5 (P), Bernard Foley 16 (P pd 3K) | 26:8 | Henry Speight 5 (P), Christian Lealiʻifano 3 (K) | Sydney Football Stadium, Sydney Widzów: 38,800 Sędzia: Jaco Peyper |
| 26 lipca 201419:40 | Taqele Naiyaravoro                                                 | 26:8 |                                                  | Sydney Football Stadium, Sydney Widzów: 38,800 Sędzia: Jaco Peyper |

### Finał
| 2 sierpnia 201419:40 | Waratahs                                             | 33:32 | Crusaders                                                                          | Stadium Australia, Sydney Widzów: 61,823 Sędzia: Craig Joubert |
| 2 sierpnia 201419:40 | Adam Ashley-Cooper 10 (2P), Bernard Foley 23 (pd 7K) | 33:32 | Matt Todd 5 (P), Nemani Nadolo 5 (P), Daniel Carter 2 (pd), Colin Slade 20 (pd 6K) | Stadium Australia, Sydney Widzów: 61,823 Sędzia: Craig Joubert |